# KOCE-TV
KOCE-TV (também conhecida como PBS SoCal) é uma emissora de televisão estadunidense licenciada para Huntington Beach, Califórnia, que atende o mercado de televisão da cidade de Los Angeles. Opera no canal 50 (18 UHF digital), e é a emissora membro principal da PBS para o mercado de Los Angeles. Pertence a Public Media Group of Southern California, que também é proprietária da emissora irmã KCET (canal 28), emissora membro secundária da PBS licenciada para Los Angeles. As duas emisssoras compartilham estúdios no edifício The Pointe (na West Alameda Avenue e Bob Hope Drive, entre os complexos The Burbank Studios e Walt Disney Studios), em Burbank. A KOCE-TV mantém um estúdio secundário no South Coast Corporate Center (na área de South Coast Metro) em Costa Mesa e instalações de transmissão no topo do Monte Harvard (próximo ao Monte Wilson).

## História
A emissora entrou no ar pela primeira vez em 20 de novembro de 1972, sendo a primeira emissora de televisão licenciada para o Condado de Orange, inicialmente transmitindo quatro horas de programação por dia. A KOCE-TV transmitiu seu primeiro telecurso em 1973. Era de propriedade do Coast Community College District. A emissora estava originalmente sediada nos estúdios do Golden West College, em Huntington Beach. Durante a maior parte de sua história, a KOCE-TV foi uma emissora secundária da PBS, transmitindo apenas 25% da programação nacional da rede.
Em 2002, o Coast Community College District colocou a KOCE-TV à venda para aumentar a receita de outros projetos. Seguiu-se uma guerra de ofertas entre a rede religiosa Daystar Television Network e membros da comunidade que desejavam continuar sendo afiliados à PBS. Em 2004, a emissora foi vendida para a KOCE-TV Foundation, uma organização composta por líderes cívicos e empresariais que queriam manter a KOCE-TV como uma emissora educativa, por US$ 25,5 milhões, reduzido de um lance inicial de US$ 32 milhões (sendo US$ 8 milhões pagos à vista e o restante pago em 25 parcelas iguais sem juros a partir de 2009). A fundação superou o lance da Daystar em US$ 500.000, já que a rede religiosa fez um lance de US $ 25 milhões, que pretendia compensar em um pagamento em dinheiro.
A Daystar entrou com uma ação no tribunal estadual, afirmando que, de acordo com os termos do leilão, seu lance todo em dinheiro deveria ter sido aceito. Um tribunal de primeira instância decidiu em favor do distrito universitário e da fundação, mas em 23 de junho de 2005, o Tribunal de Apelações da Califórnia decidiu que a venda da KOCE-TV era ilegal, uma vez que a oferta foi modificada após o final da licitação e porque o valor da licitação não foi expresso em termos de valor presente líquido. Ambos os lados apelaram desta decisão. Em 22 de novembro de 2005, um painel de apelações estadual repetiu os argumentos no caso após uma petição da KOCE-TV, da KOCE-TV Foundation, do Coast Community College District e da Daystar. Em 25 de maio de 2006, o tribunal de apelações reafirmou sua decisão, novamente julgando a venda ilegal.
Ao mesmo tempo, a Daystar também entrou com um processo federal, alegando discriminação religiosa, violações dos direitos civis e extorsão. Em 1 de maio de 2006, o Tribunal Distrital rejeitou a ação de extorsão, mas não a parte dos direitos civis da ação.
Em junho de 2006, um projeto de lei da assembleia estadual que havia sido aprovado anteriormente foi alterado para permitir que o Coast Community College District vendesse a KOCE-TV abaixo do valor justo de mercado, a fim de mantê-la como uma emissora da PBS. O novo projeto de lei foi aprovado pela assembleia, mas o governador Arnold Schwarzenegger vetou-o, citando preocupações sobre como servir ao interesse público na venda de bens públicos e os desafios legais não resolvidos para o tipo de venda que o projeto teria autorizado.
Em junho de 2007, foi alcançado um acordo no qual a KOCE-TV Foundation manteria a emissora, desde que a Daystar tivesse permissão para transmitir em um dos subcanais digitais da KOCE-TV. Como resultado, o terceiro subcanal da emissora está reservado para transmitir a programação nacional da Daystar, sem qualquer alteração local. No mesmo ano, a KOCE-TV, em parceria com a Chapman University, lançou o OC Channel, um canal de notícias com foco em Orange County, transmitido em seu segundo subcanal digital.
A KOCE-TV se tornou a principal emissora da PBS no mercado de Los Angeles em 1 de janeiro de 2011, quando a então emissora principal da área, a KCET, encerrou sua afiliação com a PBS após 40 anos devido a um aumento nos custos de transmissão dos programas da rede educativa, levando à mudança da emissora para uma programação educativa independente.
Após a KCET deixar a PBS, a KOCE-TV firmou um acordo de transmissão com a KLCS e a KVCR-DT para formar a rede PBS SoCal, a partir de 1 de janeiro de 2011. A programação da PBS originalmente transmitida pela KCET passou a ser compartilhada entre as três emissoras. Como consequência, em 31 de dezembro de 2010, a KOCE-TV expandiu sua cobertura de TV a cabo para Santa Bárbara, e mais tarde, para Palm Springs. San Luis Obispo e Santa Maria (que anteriormente eram cobertas pela KCET), no entanto, não foram incluídas na cobertura de TV a cabo, já que essas comunidades são agora servidas pela KQED, emissora membro da PBS de São Francisco, via TV a cabo.
Na primavera de 2011, a KOCE-TV mudou seus escritórios administrativos para uma nova sede em Costa Mesa.
Em 25 de abril de 2018, a KCETLink Media Group e a KOCE-TV Foundation anunciaram que se fundiriam, com efeito até o final do primeiro semestre de 2018. A KOCE-TV continuaria sendo a principal emissora da PBS em Los Angeles, mas realocou suas operações para as instalações da KCET em Burbank (mantendo seu prédio em Costa Mesa como uma sede secundária). Com isso, a KCET retomou a exibição da programação da PBS. A fusão foi concluída em 1 de outubro de 2018, e o novo grupo foi nomeado como Public Media Group of Southern California.

## Sinal digital
| PSIP | Canal digital | Resolução de vídeo | Programação                            |
| ---- | ------------- | ------------------ | -------------------------------------- |
| 50.1 | 18 UHF        | 1080i              | Programação principal da KOCE-TV / PBS |
| 50.2 | 18 UHF        | 480i Widescreen    | PBS                                    |
| 50.3 | 18 UHF        | 480i Widescreen    | Daystar                                |
| 50.4 | 18 UHF        | 480i Widescreen    | World Channel                          |
| 50.5 | 18 UHF        | 480i Widescreen    | PBS Kids                               |

A KOCE-TV ativou seu sinal digital em 30 de abril de 2003, inaugurando suas novas instalações de transmissão no Monte Wilson. Em 13 de abril de 2017, a KOCE-TV anunciou que vendeu seu espectro de TV aberta no leilão de realocação de espectro da FCC, arrecadando US$ 49 milhões, os quais a emissora afirmou que seriam investidos em programação e outros projetos. Como resultado de sua venda de espectro, a KOCE-TV fechou um acordo de compartilhamento de canais com a emissora independente KSCI (canal 18). A KOCE-TV concluiu a mudança para o canal 18 UHF na manhã de 19 de junho de 2018.

### Transição para o sinal digital
Com base no decreto federal de transição das emissoras de TV estadunidenses do sinal analógico para o digital, a KOCE-TV descontinuou sua programação regular no sinal analógico pelo canal 50 UHF às 23h30 em 12 de junho de 2009.

## Programas
Além de retransmitir a programação nacional da PBS, a KOCE-TV também produz ou exibe os seguintes programas:
- California's Gold: Viagens, com Huell Howser;
- California's Golden Parks: Variedades, com Huell Howser;
- California's Waterwashed: Documentário;
- Walkin' California: Viagens, com Steve Weldon;

### Jornalismo
A KOCE-TV produziu e exibiu o único telejornal noturno focado no Condado de Orange no mercado de Los Angeles, Real Orange, com foco em reportagens gerais e serviço público. O programa foi co-ancorado pelo ex-âncora de jornalismo e esportes da KTLA (canal 5), Ed Arnold, e Ann Pulice. A KOCE-TV fez parceria com o jornal Orange County Register para apoio na produção de pautas para os telejornais da emissora. O jornal também foi patrocinador do programa. O Real Orange era exibido em cinco noites por semana até 2009, quando apenas dois episódios por semana foram produzidos (com retransmissão nas outras três noites da semana). O programa terminou em 2013, devido a restrições de financiamento.

A KOCE-TV também operava um centro de meteorologia localizado em La Habra Heights, localizado a cerca de 32 quilômetros ao norte dos estúdios de Huntington Beach. Esta estação meteorológica, que consistia apenas em uma câmera meteorológica, tinha suas imagens exibidas ao vivo durante os segmentos meteorológicos do Real Orange nas noites de segunda, quarta e sexta-feira. Imagens de radar meteorológico e outros dados de previsão eram coletados de outras fontes meteorológicas (como o Serviço Meteorológico Nacional).